# Tonezza del Cimone
Tonezza del Cimone é uma comuna italiana da região do Vêneto, província de Vicenza, com cerca de 620 habitantes. Estende-se por uma área de 14 km², tendo uma densidade populacional de 44 hab/km². Faz fronteira com Arsiero, Lastebasse, Valdastico.

## Demografia
| Variação demográfica do município entre 1861 e 2011                               |
|                                                                                   |
| Fonte: Istituto Nazionale di Statistica (ISTAT) - Elaboração gráfica da Wikipedia |